# Плавні (станція)
Пла́вні-Пасажирські — проміжна залізнична станція 5-го класу Запорізької дирекції Придніпровської залізниці на електрифікованій лінії Запоріжжя I — Федорівка між станціями Канкринівка (10 км) та Таврійськ (19 км). Розташована в однойменному селі Василівського району Запорізької області, на узбережжі Каховського водосховища. Від станції відгалужується нелектрифікована лінія (частково розібрана та не використовується) до законсервованого колишнього Таврійського гірничо-збагачувального комбінату біля шахтарського міста Степногірськ. Поблизу станції розташовані зупинні пункти 1134 км, 1138 км, Плавні-Вантажні та чисельні присадибні ділянки.

## Історія
Станція відкрита 1895 року. У 1969 році станція Плавні-Пасажирські електрифікована постійним струмом (=3 кВ) в складі дільниці Запоріжжя I — Мелітополь.

## Пасажирське сполучення
До повномасштабного російського вторгнення в Україну на зупинному пункті Плавні-Вантажні зупинялися приміські електропоїзди Мелітопольського напрямку. Рух поїздів тимчасово припинено до повної деокупації захоплених територій російськими загарбниками.

## Цікавий факт
Станція Плавні відома однією аномальною подією. 2002 року машиніст пасажирського поїзда побачив, що йому назустріч по тій же колії рухається інший поїзд. Вигляд у нього був дивний, ніби довоєнний. Зрозумівши, що поїзди зараз зіткнуться, він закрив очі від остраху, а коли відкрив їх, зустрічний поїзд кудись зник.